# Masicera bilineata
Masicera bilineata là một loài ruồi trong họ Tachinidae. được Wulp mô tả khoa học vào năm 1890.